# 現代三湖重工業
現代三湖重工業（ヒュンダイ・サムホじゅうこうぎょう、朝鮮語: 현대삼호중공업）は、韓国の造船会社である。
イギリスの造船海運市況専門分析機関であるクラークソン社によれば、2007年3月時点で受注残高が276万CGTで世界第6位である。

## 歴史
1977年に仁川にて漢拏重工業が創業し、1983年に造船所が稼働し中型船の新造を始めた。1992年に全羅南道霊岩郡三湖に移転することになる。三湖地区一帯の330万平方メートルの敷地に大型ドック2箇所のほか大型クレーン3基など生産に必要な主要設備を備えている。アジア通貨危機の影響で1997年12月6日に破産手続きを申請、1998年会社設立 「RH重工業」。 1999年10月27日に整理が完了し、11月1日に現代重工業による委託経営がなされ現代グループに編入される。2003年に現在の社名に変更した。2004年2月1日には現代重工業の運搬設備事業を買収し、クレーンなどを製造する。

## 現状
近年は浮体式生産貯蔵積出設備（FPSO）、LNGタンカー、LPGタンカー、自動車専用船（PCTC）、超大型コンテナ船、VLCCを集中的に生産している。

## 国内の競合他社
- サムスン重工業
- HJ重工業
- STX造船海洋
- ハンファオーシャン
- 城東造船海洋